# ذفرة أحادية الأوراق
ذفرة أحادية الأوراق (الاسم العلمي:Cleome monophylla) هي نوع من النباتات تتبع جنس الذفرة من الفصيلة الذفرية.